# Barrettali
Barrettali (/barˈrettali/, in corso Barèttali) è un comune francese di 156 abitanti situato nel dipartimento dell'Alta Corsica nella regione della Corsica.

## Società

### Evoluzione demografica
Abitanti censiti